# Черсак
Черса́к (Dipsacus L.) — рід багаторічних трав'янистих рослин підродини черсакових. Відомо 15–20 видів поширених у Євразії та Північній Африці. В Україні розповсюджені 6 видів.

## Опис
Трави, дворічні або багаторічні. Стебла прямостоячі. Прикореневі листки довгочерешкові, цілі, 3-часточкові або 5-перисто-розділені зазвичай зубчасті або лопатеві. Стеблові листки супротивні, сидячі або черешкові, зазвичай 3-5-лопатеві, іноді перисто-розділені або цілі, обидві поверхні зазвичай жорстко-волосисті, але голі у деяких видів. Квіткові голови кінцеві, довгасті, круглясті або яйцеподібно-круглясті. Чашечка 4-дольна, біло запушена. Віночок трубчастий, 4-лопатевий; часточки неоднакові за розмірами. Тичинок 4, вставлені в трубу віночка, чергуються з часточками віночка

## Використання, етимологія
У культуру запроваджено черсак посівний (Dipsacus sativus), поширений у Криму на промислових плантаціях; його супліддя (так звану ворсувальну шишку) використовують у текстильній промисловості для наведення ворси на вовняних та інших виробах. Колись їх використовували у чесальних машинах — для остаточного чесання льону, бавовни чи вовни. 
Етимологія: назва походить від дієслова черсати — «шкребти», бо гострі суцвіття цієї рослини вживаються для наведення ворси на сукні (її черсанням).

## Види в Україні
- Черсак Ґмеліна (Dipsacus gmelinii)
- Dipsacus fullonum
- Dipsacus laciniatus
- Dipsacus pilosus
- Dipsacus sativus
- Dipsacus strigosus

## Галерея

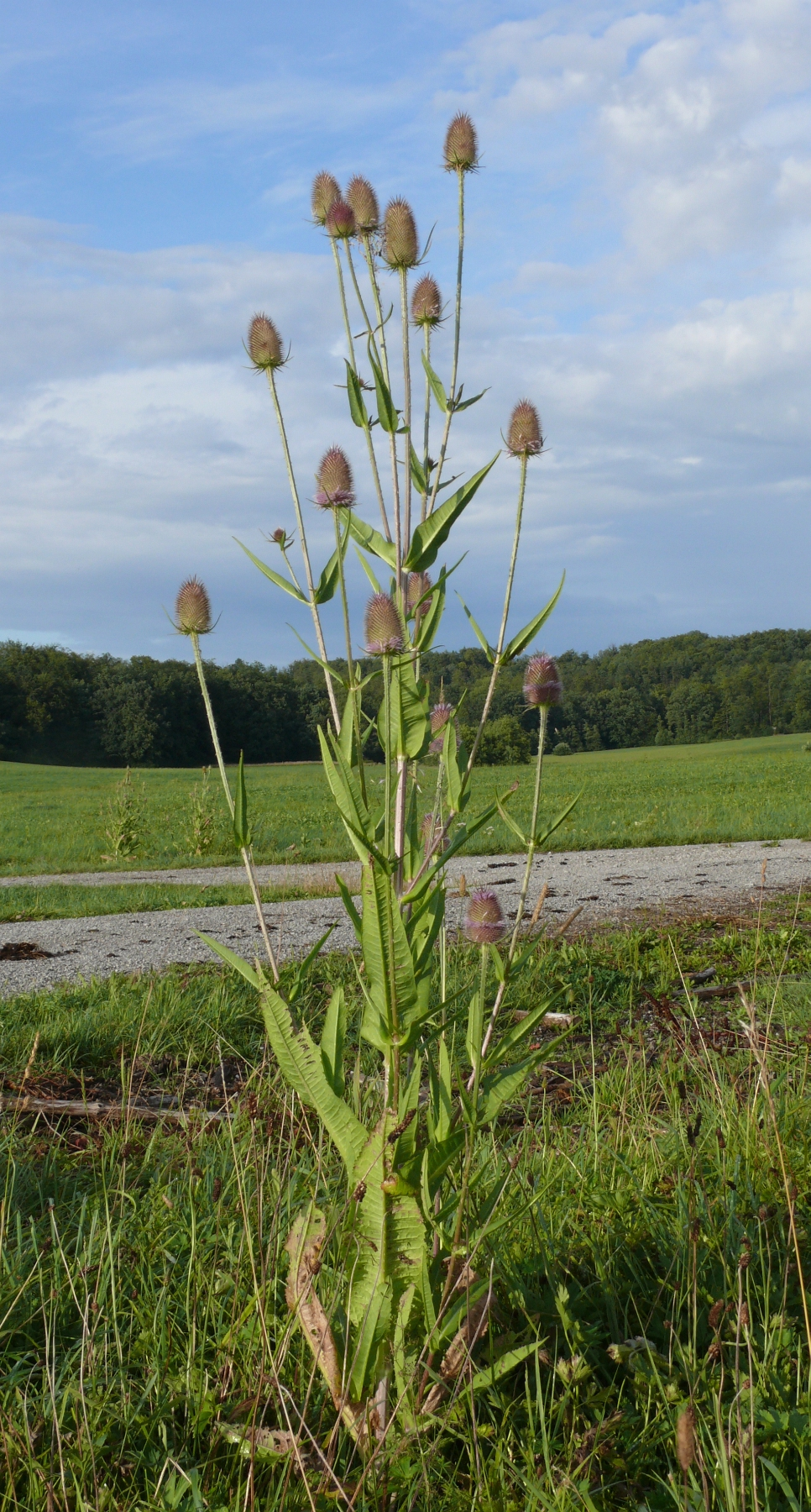
Dipsacus fullonum
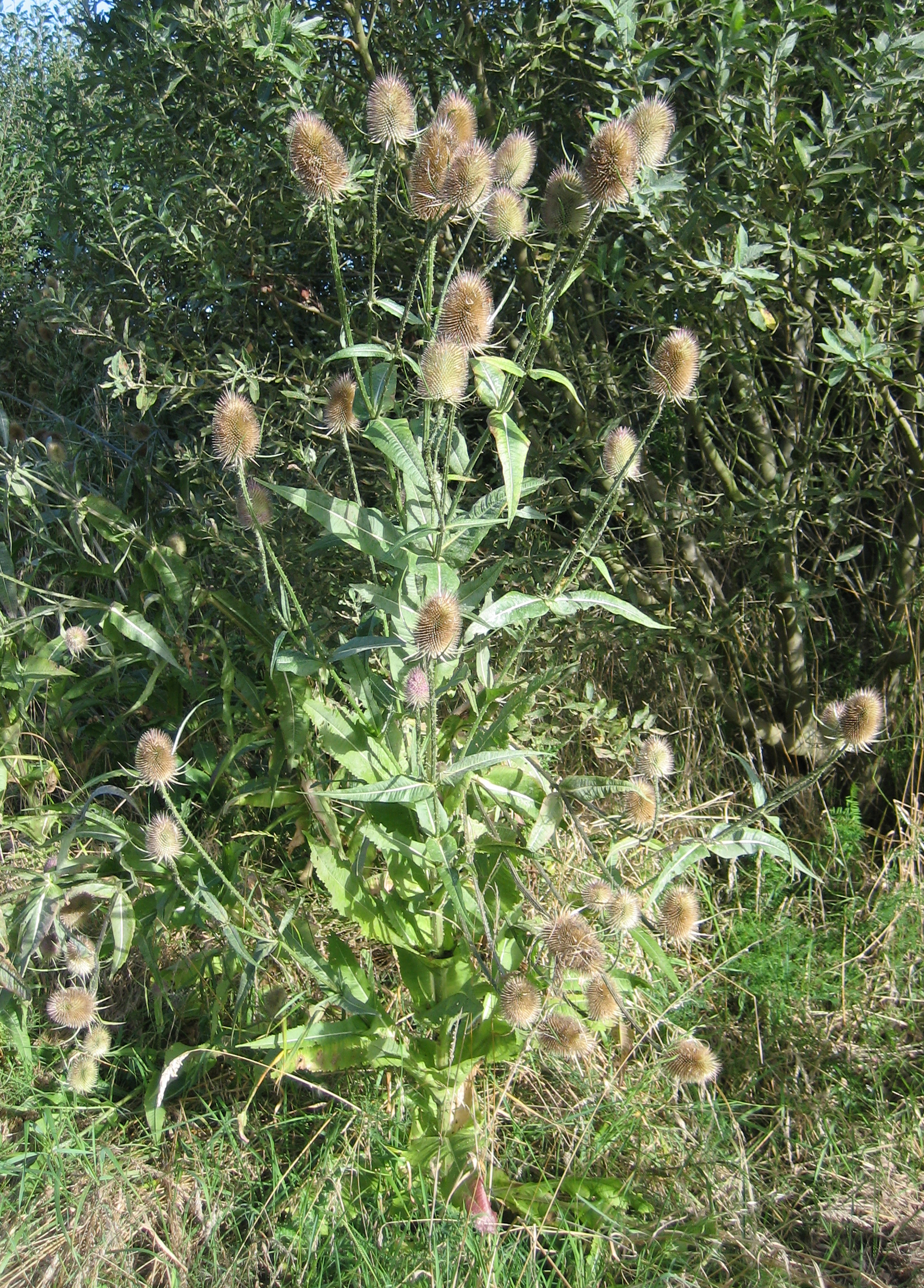
Dipsacus fullonum
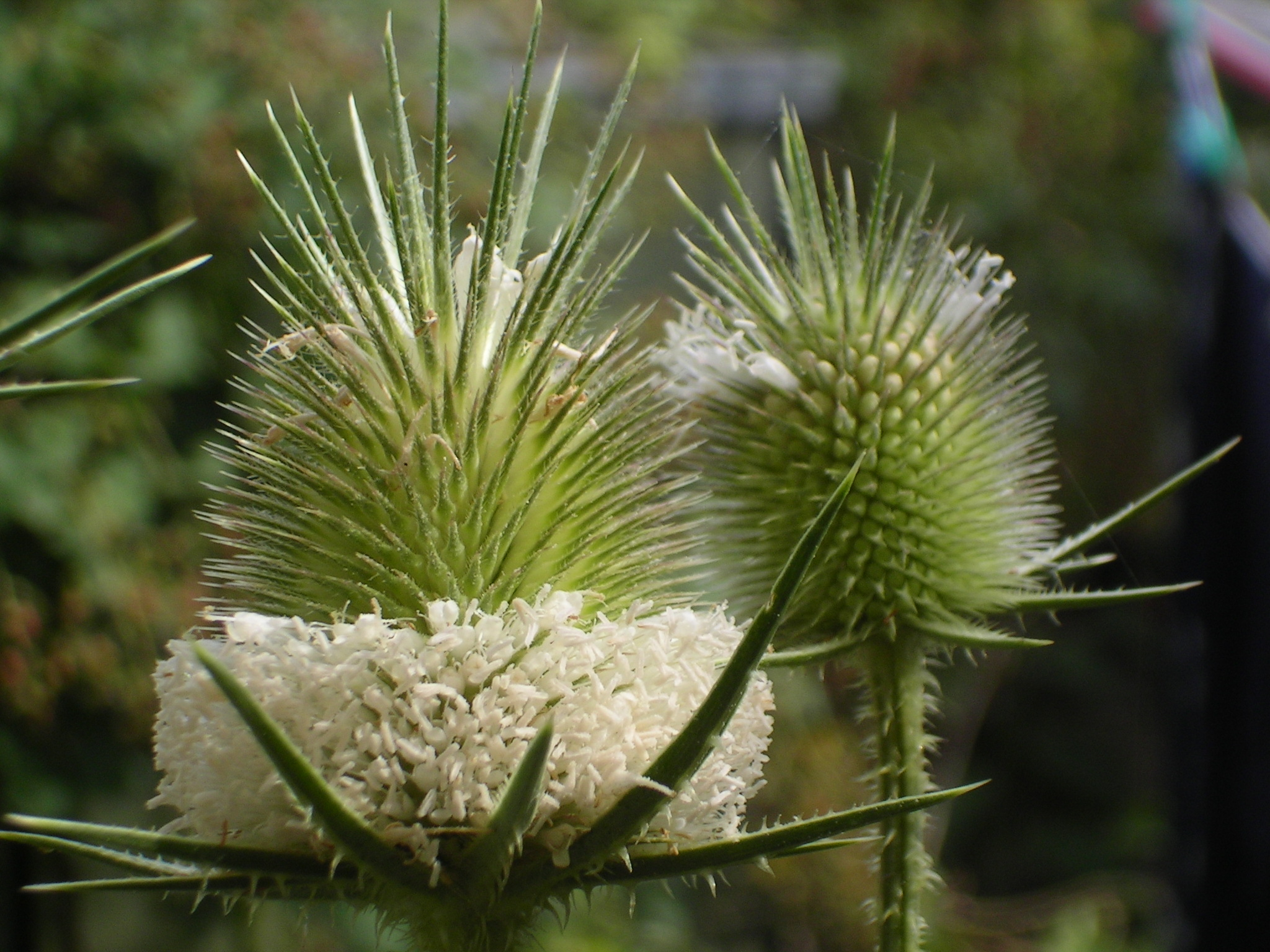
Dipsacus laciniatus
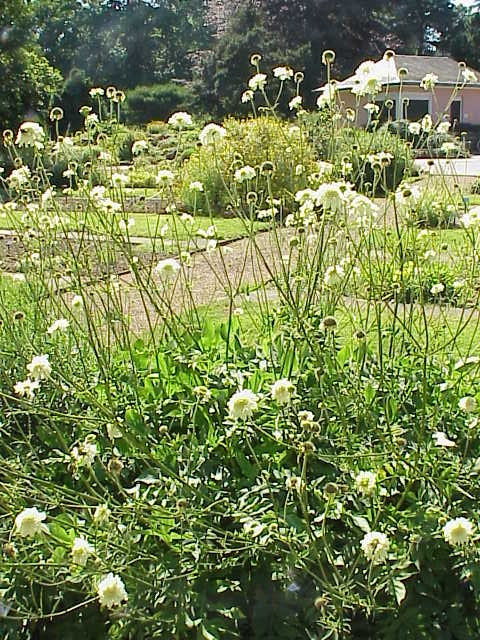
Dipsacus pilosus
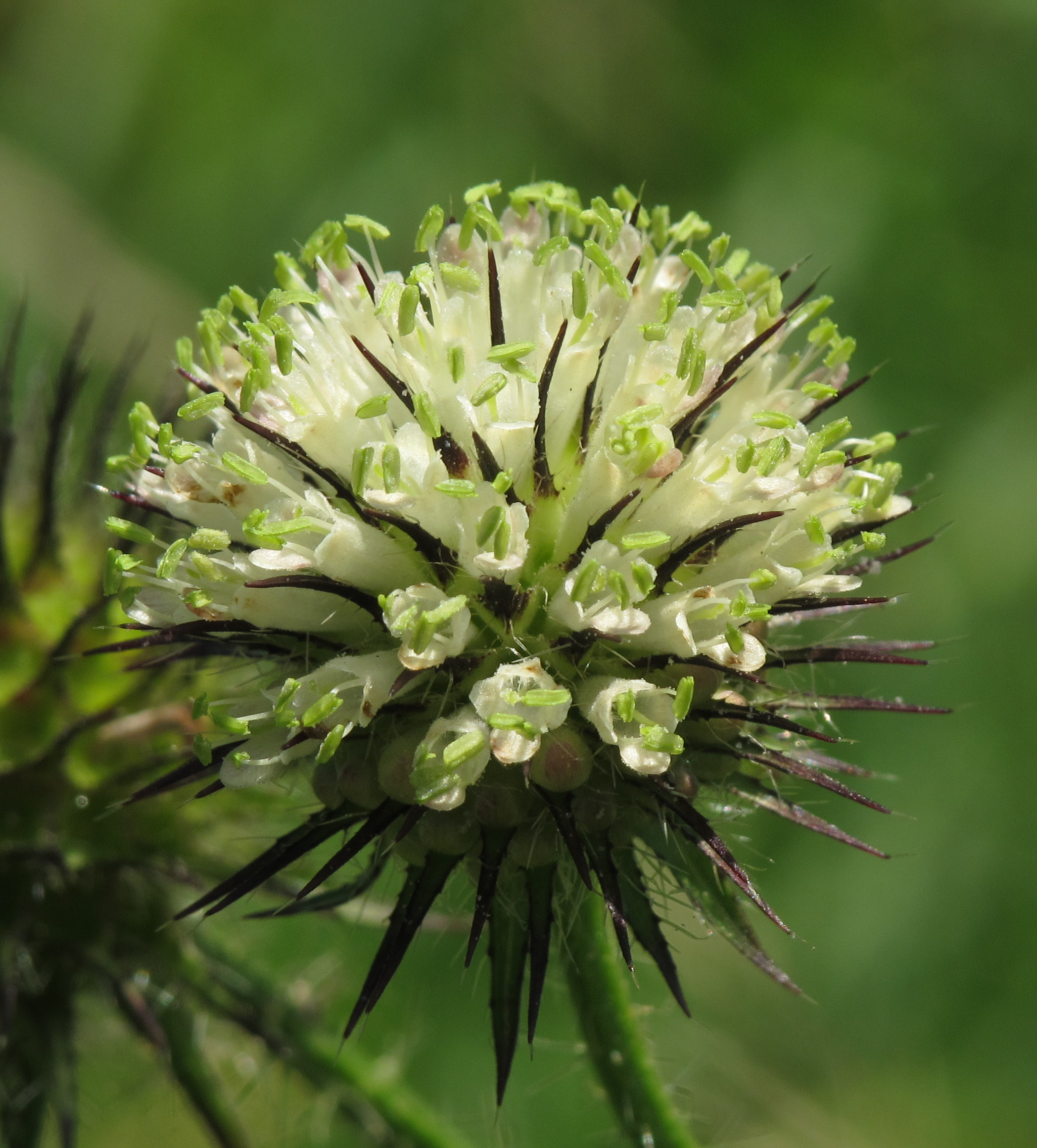
Dipsacus strigosus